# Edi Mujan
Edi Mujan (* 5. Oktober 1998 in Wiesbaden) ist ein deutsch-amerikanischer Fußballspieler.

## Karriere
Mujan war während seiner Schulzeit in Revere in Massachusetts an der High School zunächst drei Jahre lang Mitglied des Leichtathletik-Hallenteams, ehe er vier Jahre, bis zur Spielzeit 2017, für die Boston Bolts in Newton in der Premier Development League Fußball spielte. 
Danach begab er sich nach Worcester an das College of the Holy Cross. Während seines Studiums von 2017 bis 2021 kam er für deren Sport-Team, den Crusaders, in der Patriot League in 49 Meisterschaftsspielen zum Einsatz, in denen er zwei Tore erzielte.
Seine erste Station nach seinem Abschluss als Bachelor in Volkswirtschaftslehre war der Michigan Stars FC, für den er in der National Independent Soccer Association in der Herbst-Spielzeit 2021 elf Meisterschaftsspiele bestritt. In der Spielzeit 2022 kam er nur einmal zum Einsatz; er wurde mit der Mannschaft Meister. Seit der Auflösung seines Vertrags am Jahresende 2022 ist er vereinslos.